# Ken Tokura
Ken Tokura (jap. 都倉 賢, Tokura Ken; * 16. Juni 1986 in Tokio, Präfektur Tokio) ist ein japanischer Fußballspieler.

## Karriere
Ken Tokura erlernte das Fußballspielen in der Jugendmannschaft von Kawasaki Frontale. Hier unterschrieb er 2005 auch seinen ersten Profivertrag. Der Verein aus Kawasaki, einer Stadt auf der japanischen Hauptinsel Honshū im Nordosten der Präfektur Kanagawa, spielte in der höchsten Liga des Landes, der J. League Division 1. 2007 wurde er mit dem Klub Vizemeister. Von Juli 2008 bis Dezember 2008 wurde er an den Zweitligisten Thespakusatsu Gunma ausgeliehen. Nach Ende der Ausleihe wurde er von dem Klub aus Kusatsu Anfang 2009 fest verpflichtet. 2010 unterschrieb er einen Vertrag beim Erstligisten Vissel Kōbe in Kōbe. Ende 2012 stieg er mit Kōbe in die zweite Liga ab. Ein Jahr später wurde man Vizemeister der J2 und stieg direkt wieder in die erste Liga auf. Nach dem Aufstieg verließ er Vissel und schloss sich Anfang 2014 dem Zweitligisten Hokkaido Consadole Sapporo aus Sapporo an. 2016 wurde er mit Sapporo Meister der J2 und stieg in die erste Liga auf. Nach fünf Jahren in Sapporo unterschrieb er Anfang 2019 einen Vertrag beim Ligakonkurrenten Cerezo Osaka in Osaka. Für Cerezo stand er 25-mal in der ersten Liga auf dem Spielfeld. Im Januar 2021 wechselte er ablösefrei zum Zweitligisten V-Varen Nagasaki.

## Erfolge
Kawasaki Frontale
- J. League Division 1

Vizemeister: 2007
Vissel Kōbe
- J2 League

Vizemeister: 2013  ▲
Hokkaido Consadole Sapporo
- J2 League

Meister: 20156  ▲